# Yie Ar Kung-Fu II
Yie Ar Kung-Fu II o 2, sottotitolato The Emperor Yie-Gah (イーガー皇帝の逆襲) in alcune versioni, è un videogioco picchiaduro pubblicato nel 1985 per MSX dalla Konami e convertito nel 1986-1987 per Acorn Electron, Amstrad CPC, BBC Micro, Commodore 64, Thomson MO5, Thomson TO7 e ZX Spectrum, in Europa edito da Imagine Software, allora divenuta un'etichetta di Ocean Software. È il seguito, solo per computer, dell'arcade Yie Ar Kung-Fu, e a differenza del primo comprende sia sequenze a incontri sia a scorrimento.

## Modalità di gioco
Il giocatore controlla Lee-Young, un lottatore cinese che a mani nude deve affrontare una serie di 8 livelli bidimensionali e piatti, con visuale di profilo e sfondi orientali variabili. Ciascun livello è composto da una prima parte dove si combattono molti nemici minori e una seconda parte con uno scontro all'ultimo sangue con un personaggio specifico.
Lee-Young può sferrare calci bassi, calci alti e pugni allo stomaco, fare salti di posizionamento o difensivi e abbassarsi. Si dispone di tre vite e di una barra di energia per ciascuna, che cala subendo colpi e si rigenera all'inizio del livello.
Nella prima parte si devono attraversare, da destra verso sinistra, tre schermate dove orde di nanetti provenienti da entrambi i lati attaccano il protagonista rotolando o volando ad altezze diverse. Questi nemici possono essere schivati oppure eliminati, ciascuno con un colpo solo. Se si elimina un intero gruppetto di tre nani si ottiene una foglia di tè, e con cinque foglie si ottiene una tazza di oolong, ovvero una ricarica di energia utilizzabile quando lo si desidera, fino a un massimo di tre tazze.
Nella seconda parte si rimane in una schermata fissa e si combatte da solo il personaggio principale, anch'esso dotato di una barra di energia. Ogni personaggio ha nome e aspetto diversi e oltre a mosse simili a quelle di Lee-Young può usare un attacco speciale, spesso con armi a distanza.
Durante la lotta appare un piatto di noodles che, se raccolto, conferisce a Lee-Young qualche secondo di invulnerabilità.
C'è anche una modalità a due giocatori, in simultanea e competitiva, che consiste in singoli incontri di tre round. Un giocatore controlla sempre Lee-Young e l'altro può scegliere fra tre dei personaggi che si affrontano come nemici nelle partite a giocatore singolo.